# Budynek PZU w Poznaniu
Budynek PZU w Poznaniu – zabytkowy, neorenesansowy gmach PZU, zlokalizowany w centrum Poznania przy placu Cyryla Ratajskiego 8 (dawniej Plac Królewski, potem Nowomiejski).
Obiekt, dominujący panoramę placu Cyryla Ratajskiego, jest bardzo charakterystycznym składnikiem architektury tej części centrum miasta. Wieńczy zbiegające się na placu ulice Młyńską i 23 Lutego. Gmach wzniesiono w latach 1896–1897 w miejscu rekwizytorni teatralnej, na potrzeby Towarzystwa Ubezpieczeń Ogniowych (Provinzial-Feuersocietät), według prawdopodobnego projektu Paula Hirschberga. Autor zagospodarował parcelę za pomocą dwóch skrzydeł, zwieńczonych okazałą elewacją od strony placu, zwieńczoną spadzistym dachem z sygnaturką. Zastosował instrumentarium ornamentacyjne dojrzałego renesansu północnego, co było charakterystyczne dla wielu ważnych gmachów Poznania z tamtego okresu (np. Collegium Minus czy szkoła przy ul. Berwińskiego).
Elewacja wykonana jest z czerwonej cegły z dużą ilością detalu kamieniarskiego. Okazała jest klatka schodowa z kolumnami i balustradami. Na piętrze znajduje się dawna sala posiedzeń zarządu. Według Marcina Libickiego, architekt znakomicie wywiązał się z niezwykle trudnego zadania, jakim było wprowadzenie okazałej fasady w bardzo wąską przestrzeń między dwiema zbiegającymi się ulicami.
Od 1952 w budynku funkcjonują biura PZU. Obiekt częściowo przebudowano po 1945 r.
Budynkowi PZU towarzyszy w większości zabudowa socrealistyczna na wysokim poziomie artystycznym. W pobliżu znajdują inne ważne realizacje architektoniczne tej części centrum, m.in. gmach PTPN, dawna kamienica Posener Bauhütte, czy Dom Towarowy Okrąglak.